# Sörsjön (Skogsbygdens socken, Västergötland)
Sörsjön är en sjö i Vårgårda kommun i Västergötland och ingår i Göta älvs huvudavrinningsområde. Sjön har en area på 0,0792 kvadratkilometer och ligger 224,2 meter över havet. Sjön avvattnas av vattendraget Laxån.

## Delavrinningsområde
Sörsjön ingår i det delavrinningsområde (641741-131363) som SMHI kallar för Ovan Sågebäcken. Medelhöjden är 230 meter över havet och ytan är 11,35 kvadratkilometer. Det finns inga avrinningsområden uppströms utan avrinningsområdet är högsta punkten. Laxån som avvattnar avrinningsområdet har biflödesordning 3, vilket innebär att vattnet flödar genom totalt 3 vattendrag innan det når havet efter 63 kilometer. Avrinningsområdet består mestadels av skog (76 %) och sankmarker (18 %). Avrinningsområdet har 0,16 kvadratkilometer vattenytor vilket ger det en sjöprocent på 1,4 %.